# لوروآکو
لوروآکو (به اسپانیایی: Luruaco) یک سکونتگاه مسکونی در کلمبیا است که در بخش آتلانتیکو واقع شده‌است.